# Juzjno-Sukhokumsk
Juzjno-Sukhokumsk (russisk: Южно-Сухокумск, tr. Juzjno-Sukhokumsk, dansk: ~ Syd-Sukhokumsk) er en by i den sydrussiske republik Dagestan med 10.503 (2021) indbyggere beliggende ved floden Sukhaja Kuma på grænsen til Stavropol kraj og ca. 295 km nord for republikkens hovedstad Makhatjkala.